# Saint-Marin aux Jeux olympiques d'hiver de 2002
Cet article contient des informations sur la participation et les résultats de Saint-Marin aux Jeux olympiques d'hiver de 2002 à Salt Lake City aux États-Unis. Saint-Marin est représenté par un seul athlète.

## Participants
- Gian Matteo Giordani